# Этокский сельсовет
Это́кский сельсове́т — упразднённое муниципальное образование в составе Предгорного района Ставропольского края Российской Федерации.
Административный центр — село Этока.

## География
Этокский сельсовет граничит с Кабардино-Балкарией и городом Пятигорском. А также с Юцким и Пятигорским сельсоветами Ставропольского края.

## Герб Этокского сельсовета
Герб Этокского сельсовета разработан И. Л. Проститовым и утверждён администрацией Этокского сельсовета 18 декабря 2003 года. Герб внесён в Государственный геральдический регистр под № 2524.
Описание герба:
В серебряном поле щита опрокинутая пирамида пурпурного цвета. В ней на почётном месте золотой круг о трёх лучах крестообразной формы, в центре которого серебряная звезда о семи лучах.
Значение символов:
Опрокинутая пирамида символизирует балку (от кабардинского «этока» — «грязная балка»). Круг был заимствован автором из древних изображений эпохи Аланского государства, такие же изображения были обнаружены на так называемом «этокском истукане» — каменном изваянии времён Средневековья. Знак круглой формы также является солярным символом, крестообразные лучи «выполняют охранную функцию». Семиконечная звезда обозначает семь населённых пунктов в составе муниципального образования.

## История
В 1934 году к городу Ессентуки был присоединен Этокский сельсовет. Ессентуки стал горрайоном с подчинением Исполкому Краевого Совета депутатов трудящихся Северо-Кавказского крайисполкома.
В 1939 году указами Президиума Верховного Совета РСФСР Юцкий сельсовет был выведен из состава Ессентукского горрайона и передан в состав сельской местности Пятигорска.
В 1989 году часть села Этока Этокского сельсовета Предгорного района, условно называемая «Усадьба сельхозтехники», была передана в состав посёлка Горячеводский Пятигорского горсовета.
С 16 марта 2020 года, в соответствии с Законом Ставропольского края от 31 января 2020 г. № 12-кз, все муниципальные образования Предгорного муниципального района были преобразованы путём их объединения в единое муниципальное образование Предгорный муниципальный округ.

## Население
| 1989  | 2002  | 2010  | 2011  | 2012  | 2013  | 2014  |
| ----- | ----- | ----- | ----- | ----- | ----- | ----- |
| 5004  | ↗5025 | ↗5498 | ↗5500 | ↗5559 | ↗5587 | ↗5640 |
| 2015  | 2016  | 2017  | 2018  | 2019  | 2020  |       |
| ↗5682 | ↘5647 | ↗5689 | ↗5770 | ↗5828 | ↗5866 |       |

## Состав сельского поселения
В состав муниципального образования входили 6 населённых пунктов:
| № | Населённый пункт             | Тип населённого пункта       | Население |
| - | ---------------------------- | ---------------------------- | --------- |
| 1 | Джуца                        | посёлок                      | ↗1307     |
| 2 | МТФ № 1 колхоза имени Ленина | хутор                        |           |
| 3 | Песковский                   | посёлок                      | ↗200      |
| 4 | Тамбукан                     | хутор                        | ↘700      |
| 5 | Хорошевский                  | хутор                        | ↘300      |
| 6 | Этока                        | село, административный центр | ↘2485     |